# مضاد تغذية

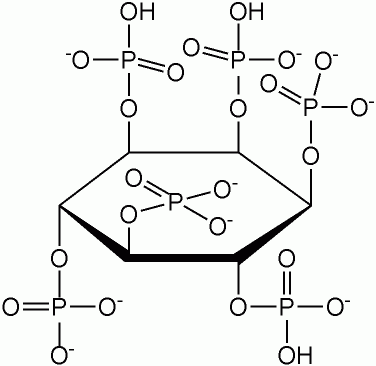
حمض الفِيتِيك هو حمض مضاد للتغذية يتداخل مع امتصاص المعادن من الغذاء.

مضادات التغذية هي مُركبات طبيعية أو اصطناعية تتداخل لامتصاص المواد الغذائية. وتركز دراسات التغذية على مضادات التغذية هذه التي توجد عادة في مصادر الغذاء والمشروبات.
وهناك مثال مشترك وهو حَمْضُ الفِيتِيك، الذي يُشكل المركبات الانحلالية مع الكالسيوم والزنك والحديد والنحاس. وهناك بعض البروتينات يمكن أن تكون أيضًا كـ مثبطات التربسين واللِيكْتِينات الموجودة في البقول. حيث تتداخل هذه المثبطات الإنزيمية مع عملية الهضم. وهناك شكل آخر خاص من مضادات التغذية منتشرة على نطاق واسع وهو الفلافونويدات، التي تعتبر كمجموعة من مركبات البوليفينول التي تشتمل على حمض الطنطاليك. حيث تتمخلب هذه المركبات من معادن مثل الحديد والزنك وتعمل على الحد من امتصاص هذه المواد الغذائية، لكنها تمنع أيضًا الإنزيمات الهضمية وربما تُكثف البروتينات.
وتوجد هذه المواد الغذائية على بعض المستويات في جميع الأطعمة تقريبًا لتنوع الأسباب. ومع ذلك، انخفضت مستوياتها في المحاصيل الحديثة، على الأرجح كنتيجة لعملية الاستئناس. ومع ذلك، فإن هناك جزءًا كبيرًا من الحِمية الغذائية الحديثة تأتي من المحاصيل القليلة ولا سيما الحبوب، التي تزداد أهميتها بشأن الآثار المترتبة على صحة الإنسان من مضادات التغذية الموجودة في هذه المحاصيل. وهناك احتمال الآن للقضاء على مضادات التغذية باستخدام الهندسة الوراثية؛ ولكن، بما أن هذه المركبات قد يكون لها أيضًا آثارًا مفيدة، هذه التعديلات الجينية قد تجعل الأطعمة مغذية بصورة أفضل لكنها لا تؤدي إلى تحسن في صحة الإنسان.
إضافة إلى ذلك، هناك العديد من الأساليب التقليدية في إعداد الطعام مثل التخمير والطبخ والنقع الذي يؤدي إلى زيادة الجودة الغذائية للأغذية النباتية من خلال تقليص مضادات التغذية المحددة مثل حمض الفيتيك والبوليفينول وحمض الأوكساليك. حيث تستخدم الأساليب العملية هذه على نطاق واسع في المجتمعات التي تستخدم الحبوب والبقول كنموذج لجزء رئيسي من النظام الغذائي وهناك مثال لهذه العملية هو تخمير المنيهوت لإنتاج زهرة المنيهوت: ويعمل هذا التخمير على تقليل مستويات كل من السموم ومضادات التغذية في الدرنة.

## كتابات أخرى
- Shahidi, Fereidoon (1997). Antinutrients and phytochemicals in food. Columbus, OH: American Chemical Society. ISBN:0-8412-3498-1.